# Corynura herbsti
Corynura herbsti là một loài Hymenoptera trong họ Halictidae. Loài này được Alfken mô tả khoa học năm 1913.